# Ahlen (Kürten)

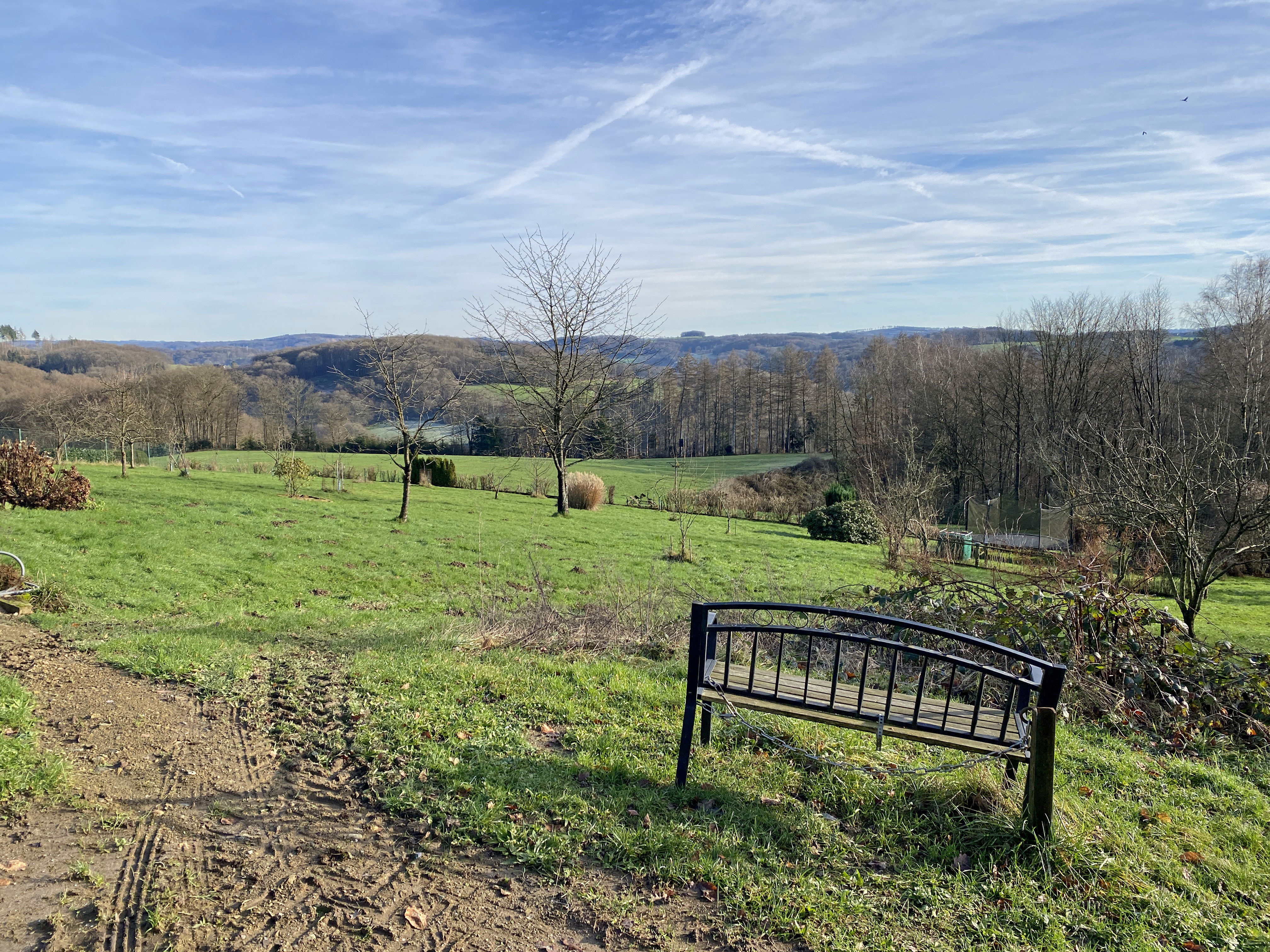
Aussicht von Ahlen über das Tal der Kürtener Sülz

Ahlen ist ein Wohnplatz in der Gemeinde Kürten im Rheinisch-Bergischen Kreis.

## Geschichte
Der Hof Ahlen wurde erstmals im Jahr 1363 als de Alen urkundlich erwähnt. Der Ortsname hat die Bedeutungen „Enger Raum zwischen zwei Häusern“, „schmaler Fußweg“, „schmales keilförmiges Feld“ oder „Gemarkungsteile, die eine schluchtartige Lage haben“.
Carl Friedrich von Wiebeking benennt die Hofschaft auf seiner Charte des Herzogthums Berg 1789 als Alen, hat den Ort aber an falscher Stelle weiter östlich verzeichnet. Aus ihr geht aber hervor, dass der Ortsbereich zu dieser Zeit Teil der Honschaft Kollenbach im Kirchspiel Kürten war.
Der Ort ist auf der Topographischen Aufnahme der Rheinlande von 1824 als Aalen verzeichnet. Die Preußische Uraufnahme von 1844 zeigt den Wohnplatz unter dem Namen Ahlen. Ab der Preußischen Neuaufnahme von 1893–1896 ist der Ort auf Messtischblättern regelmäßig als Ahlen verzeichnet.
Unter der französischen Verwaltung zwischen 1806 und 1813 wurde das Amt Steinbach aufgelöst und Ahlen wurde politisch der Mairie Kürten im Kanton Wipperfürth zugeordnet. 1816 wandelten die Preußen die Mairie zur Bürgermeisterei Kürten im Kreis Wipperfürth. 1822 lebten 50 Menschen im als Hof kategorisierten Ort, für das Jahr 1830 werden 54 Einwohner angegeben. Ahlen zählte 1845 sieben Wohnhäuser und 44 Einwohner katholischen Glaubens.
Die Gemeinde- und Gutbezirksstatistik der Rheinprovinz führt Ahlen 1871 mit 7 Wohnhäusern und 46 Einwohnern auf. In der Aufstellung des Königreichs Preußen für die Volkszählung 1885 wurde Ahlen als Wohnplatz der Landgemeinde Kürten im Kreis Wipperfürth aufgeführt. Zu dieser Zeit wurden 7 Wohnhäuser mit 27 Einwohnern gezählt. 1895 besaß der Ort 5 Wohnhäuser mit 30 Einwohnern und gehörte konfessionell zum katholischen Kirchspiel Biesfeld, 1905 wurden 7 Wohnhäuser und 30 Einwohner angegeben.

## Wanderwege
Der Wanderweg „Rund um Kürten“ (K im Kreis) führt durch Ahlen.